# San Giovanni (Stella)
San Giovanni è una frazione di 860 abitanti del comune sparso di Stella, in provincia di Savona. È sede del capoluogo comunale. È il paese natale di Sandro Pertini, presidente della Repubblica Italiana dal 1978 al 1985.

## Geografia fisica
Il territorio di San Giovanni, da cui deriva l'identificazione della frazione, fu stabilito solo nel XVI secolo con la creazione della parrocchia autonoma smembrata da San Martino e comprende le località di Piazza (che è il nucleo intorno alla chiesa parrocchiale), Piccinini, Rovieto Inferiore, Rovieto Superiore, Reverdita, Rocca, Lamberta, Marcondino, Sansobbia (lungo il corso dell'omonimo torrente, fino ai confini con Ellera) e Vetriera (lungo il corso del Riobasco, fino ad Albisola).

## Monumenti e luoghi d'interesse
- la parrocchiale in centro paese;
- la casa natale di Sandro Pertini;
- i ruderi del castello medievale, sulla collina del cimitero;
- la cappella della Madonna del Salto;
- l'oratorio di San Sebastiano.

## Eventi
- Festa patronale di San Giovanni Battista, 24 giugno.[2]

## Infrastrutture e trasporti
La frazione è servita dalla Strada statale 334 del Sassello. È raggiungibile altresì dal casello autostradale di Albisola dell'Autostrada dei fiori, da cui dista circa 8 km.

## Altri progetti

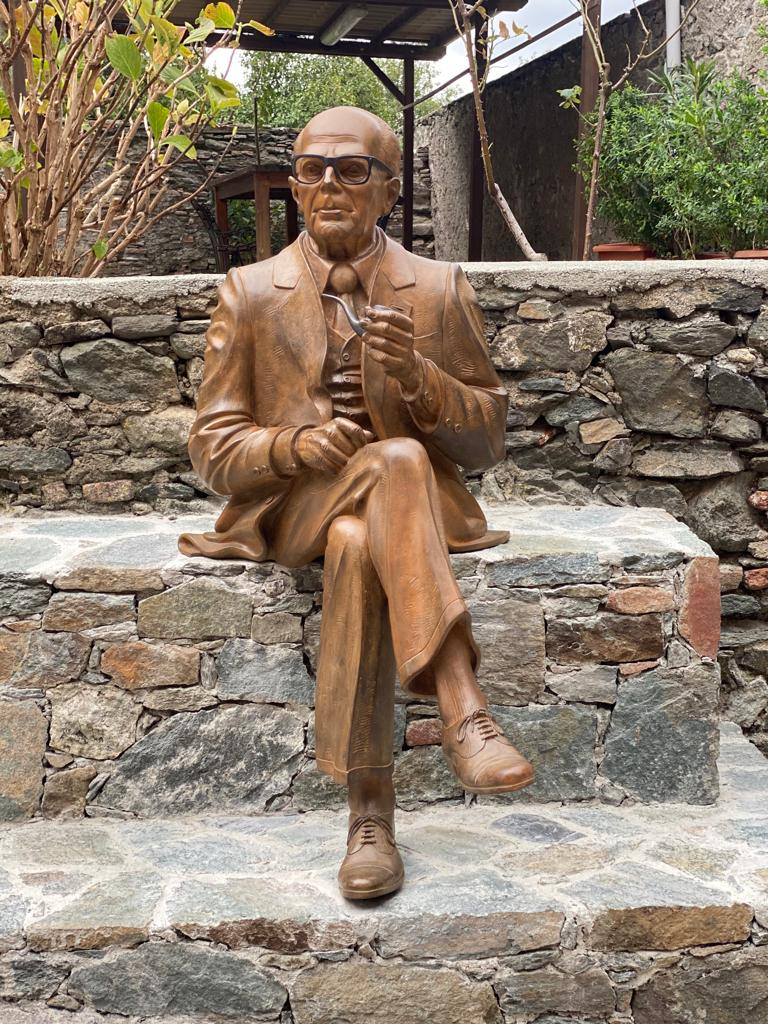
Monumento a Sandro Pertini di Pietro Marchese